# Лауріц Шоф
Лауріц Шооф  (нім. Lauritz Schoof, 7 жовтня 1990) — німецький веслувальник, дворазовий олімпійський чемпіон.

## Виступи на Олімпіадах
| Олімпіада           | Дисципліна     | Місце |
| ------------------- | -------------- | ----- |
| Лондон 2012         | четвірка парна | 1     |
| Ріо-де-Жанейро 2016 | четвірка парна | 1     |

## Зовнішні посилання
- Досьє на sport.references.com [Архівовано 14 грудня 2012 у Wayback Machine.]

1. ↑  Lauritz Schoof